# Diplophallus polymorphus
Diplophallus polymorphus är en plattmaskart som först beskrevs av Rudolphi 1819.  Diplophallus polymorphus ingår i släktet Diplophallus och familjen Diploposthidae. Inga underarter finns listade i Catalogue of Life.